# 悪魔との取引

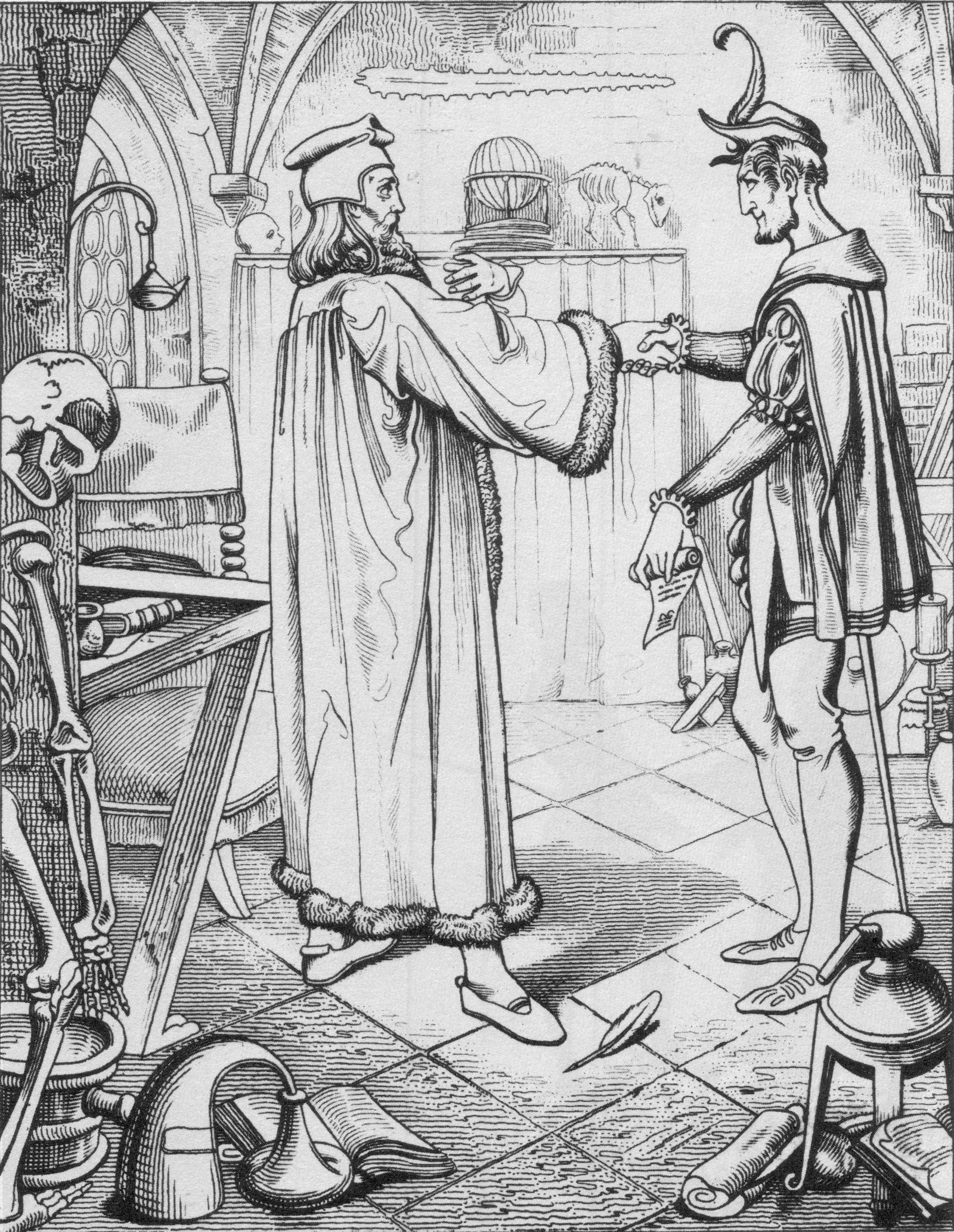
メフィストとファウストの契約の場面の木版画、アドルフ・グナウト作(1840年頃)

悪魔との取引（deal with the Devil）（ファウストの取引もしくはメフィストフェリアの取引とも呼ばれる）は、ファウストの伝説とメフィストフェレスの姿によって例示される文化的モチーフであり、多くのキリスト教の伝統の要素でもある。
魔術に関する伝統的なキリスト教の信念によると、契約は人と悪魔または別の悪魔との間で行われ、物語によって異なるが、若さ、知識、富、名声、権力を含む傾向がある悪魔的な行為と魂を交換する。 また、何人かの人々は、この魂の契約を、ミニオンを主人として認める印として、代償を求めずに行ったと信じられていた。 悪魔のサービスの代償は賭ける者の魂であるため、取引は常に危険なものである。物語には道徳的な結末があり、愚かな冒険者には永遠 の罰が下されるかもしれない。逆に、狡猾な農民が悪魔の裏をかいて、技術的な点で特徴的なコミカルなひねりを加えている可能性もある。 
契約を結んだ人は時々悪魔の裏をかこうとするが、最終的には負ける（例えば、人は自分の取引の最後を支払うために死ぬことは決してないので、永遠の命のために自分の魂を売る.しかし、終身刑を宣告される)。
多くの有名な作品は、数多くのヨーロッパの悪魔の橋から、ジュゼッペ・タルティーニとニコロ・パガニーニのバイオリンの妙技、ロバート・ジョンソンに関連する「交差点」の神話まで、悪魔との契約が語られている。
スティス・トンプソンの『民間文芸のモチーフ索引』 では、「悪魔との取引」がモチーフ番号 M210 を構成し、「男は魂を悪魔に売る」モチーフ番号 M211 を構成している。

## 概要

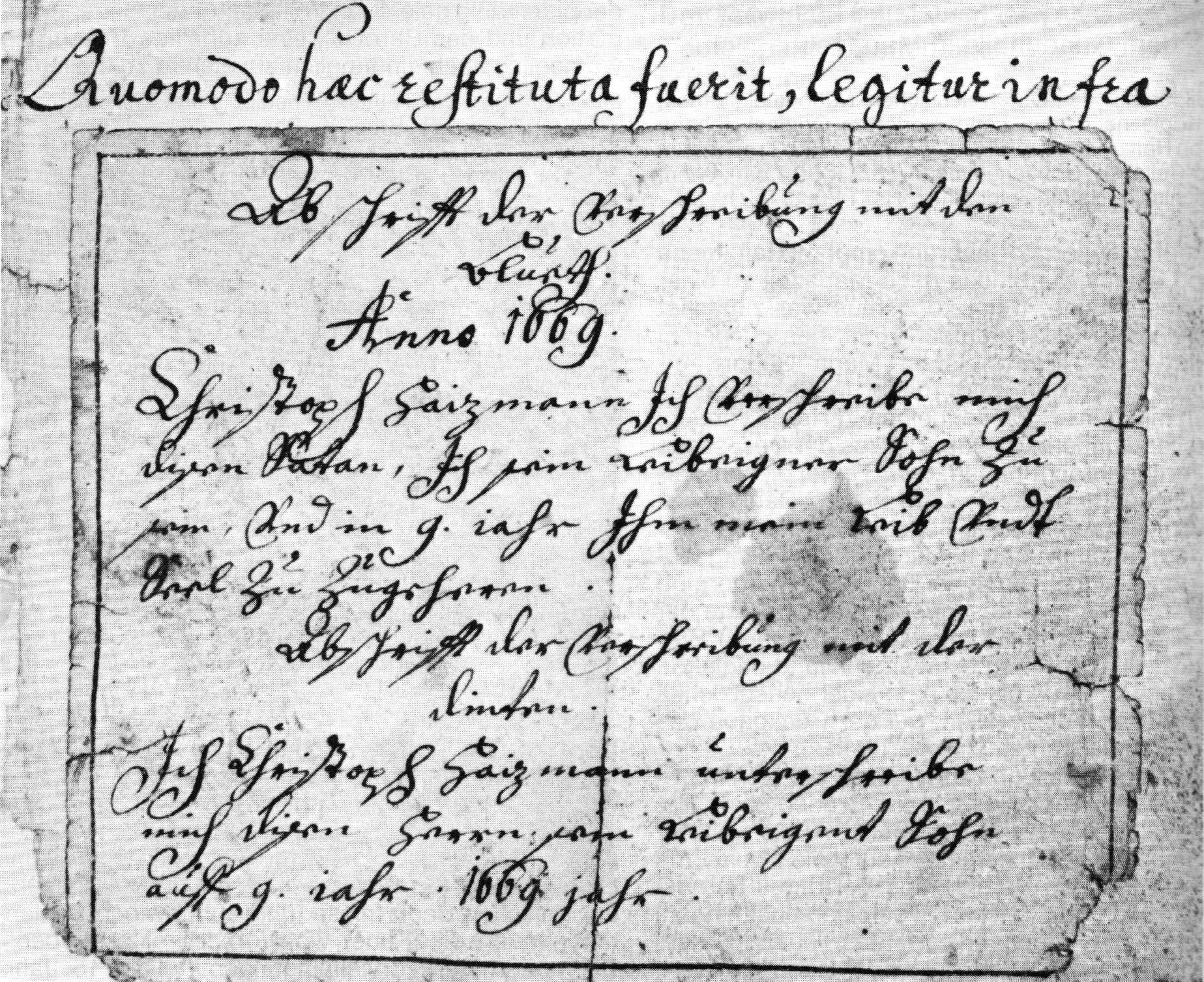
クリストフ・ハイツマンによる 1669 年の契約書の写し。

通常、協定を結んだ個人は、出産時に子供を殺すか、悪魔に奉献することを悪魔に約束すると考えられている（中世とルネッサンスの時代には多くの助産師は、出産時に死亡した子どもの数が多かったため、この件の疑いで非難された）。魔女の安息日に参加し、悪魔と性的関係を持ち、時にはサキュバス、または女性の場合は夢魔との間に子どもを産む。
悪魔との協定は、口頭または書面で行うことができる。.
口頭での契約は、悪魔を引き付けるための呼び出し、召喚、または儀式によって行うことができる。召喚師が悪魔が存在すると考えると、彼らは望んでいた好意を求め、引き換えに魂を提供するが、協定の証拠は残らない。しかし、いくつかの魔女裁判によると、口頭での協定は魔女の印の形で証拠を残している。
これは、印をつけられた人が契約を封印するために悪魔に触れられた消えない印である。
印は、協定が締結されたことを決定するための証拠として使用される。また、印をつけた場所では、印をつけられた人は痛みを感じないとも信じられていた。書面による協定は、悪魔を引き付けるのと同じ形式で構成されるが、通常は魔術師の血で署名された書面による行為を含んでいる(ただし、行為全体が血で書かれなければならなかったと主張されることもあった; 一方、一部の悪魔学者はその考えを擁護した。血液の代わりに赤インクを使用したり、人間の血液の代わりに動物の血液を使用することを提案した人もいる)。.
これらの行為は、悪魔のような契約として現れるが、俳優の真の正気が常に確実であるとは限らない。通常、行為には悪魔の署名であると言われる奇妙な文字が含まれており、それぞれが独自の印章を持っていた。ソロモンの小鍵(レメゲトン・クラヴィキュラ・サロモニスとしても知られる) のような本は、悪魔の署名として知られるこれらの兆候の詳細なリストを提供している。
マレウス・マレフィカルムは、特に女性に関して、悪魔との協定のいくつかの主張された事例について議論している。すべての魔女と魔術師は悪魔の 1 人、通常はサタンと協定を結んだと考えられていた。
悪魔学によると、各悪魔を呼び出す特定の月、曜日、時間があるため、契約の呼び出しは適切なタイミングで行う必要がある。また、各悪魔には特定の機能があるため、召喚者が何を求めようとしているかに応じて、特定の悪魔が呼び出される。
共観福音書の物語の中で、イエスは悪魔から一連の取引を提示され、神ではなく悪魔に仕えることと引き換えに、世俗的な富と栄光を約束された。しかし、イエスは悪魔の申し入れを断り、救世主として旅立つ。